# Putter
De putter of distelvink (Carduelis carduelis) is een zangvogel uit de familie der vinkachtigen. Het oorspronkelijke verspreidingsgebied van de putter beslaat een groot deel van Europa, delen van Noord-Afrika en het westen van Azië. Daarbuiten is de putter geïntroduceerd in Australië, Nieuw-Zeeland, Noord- en Zuid-Amerika en Zuid-Afrika.
De putter is een relatief slanke vink met een kenmerkende koptekening. Zijn rode gezicht is omlijst met een brede witte band, terwijl het achterhoofd zwart is. Over de zwarte vleugels loopt in de lengte een brede gele band. Verder is het verenkleed lichtbruin op de rug en de flanken, wit op de onderzijde en zwart op de staart.
In de westerse wereld wordt de putter sinds lange tijd als kooivogel gehouden. Sommige putten met een klein emmertje zelf hun water uit een waterreservoir. Hieraan dankt de putter zijn Nederlandse naam.

## Uiterlijke kenmerken
De putter is een tenger gebouwde vink met een spitse snavel en een diepgevorkte staart. Een volwassen vogel heeft een lichaamslengte van 11,5 tot 12,5 centimeter en een vleugelspanwijdte van 21 tot 25 centimeter. Het gewicht varieert tussen de 14 en 19 gram.

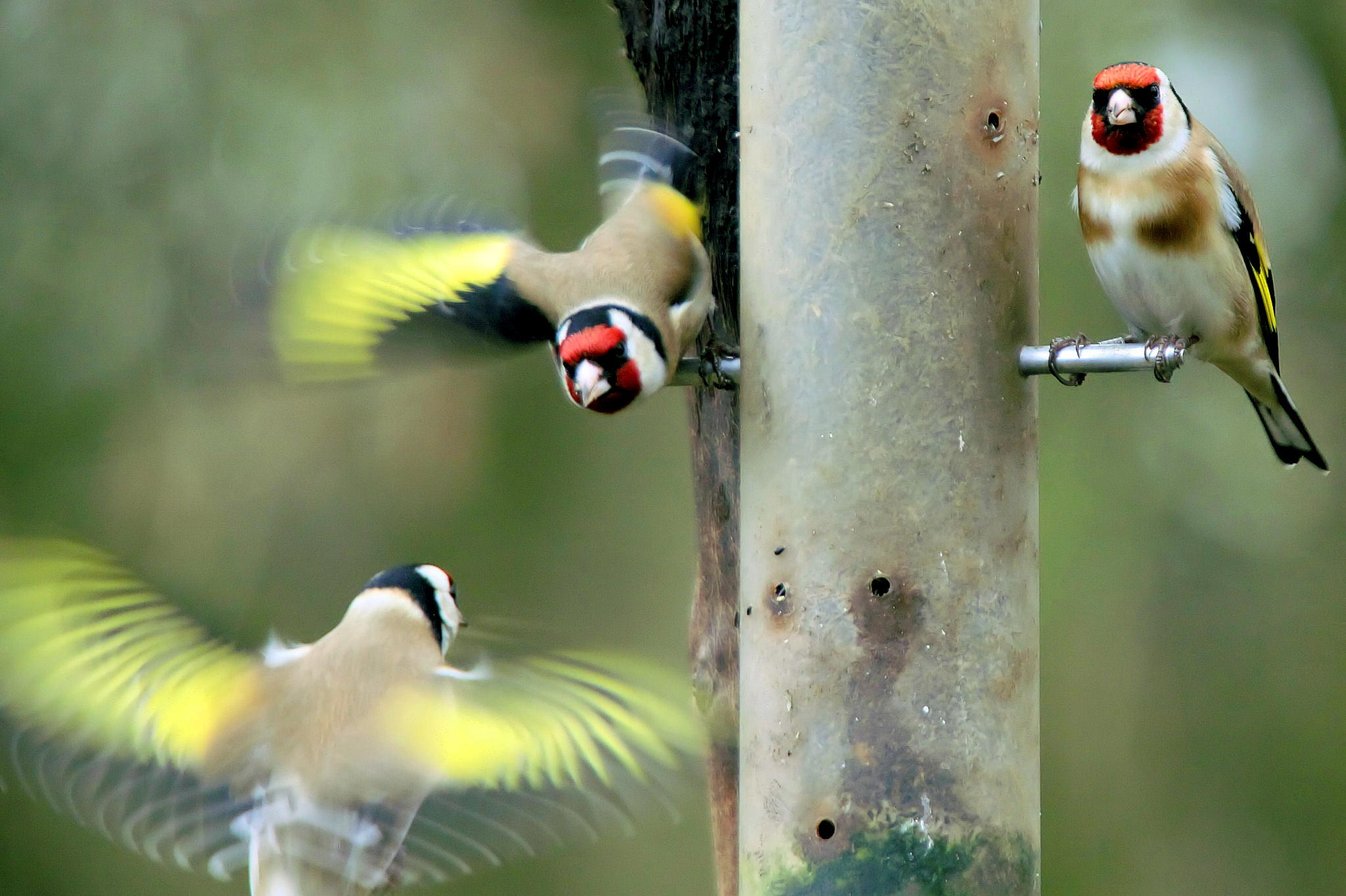
In de vlucht zijn de gele vleugelstrepen te zien

Een volwassen putter heeft een rood masker en een donkere teugelstreep. Achter dit rode masker loopt bij de meeste ondersoorten een brede witte baan van de oorstreken tot aan de kin. Daarachter bevindt zich een volgende zwarte baan, die van boven de schouders tot aan de kruin loopt. 
De vleugels zijn overwegend zwart. De slagpennen hebben witte toppen en een grote gele vlek in het midden. Wanneer de putter zijn vleugels spreidt, is een brede gele vleugelstreep zichtbaar. Ook de staartpennen zijn zwart en hebben een wit uiteinde. Aan de onderzijde is het verenkleed overwegend wit.
De bovenzijde en de borst van de putter is geelbruin in het winterkleed en grijzer en lichter gekleurd in het zomerkleed. Het zomerkleed verschijnt na het slijten van de veerpunten. De bovendelen en de borst worden grijzer en lichter gekleurd en de uiteinden op de slag- en staartpennen vertonen minder wit. Ook is de lichte vlek achter in de nek witter. De snavel is in het zomerkleed geheel wit, maar in het winterkleed krijgt het een donker gekleurde snavelpunt.

### Geslachtsonderscheid

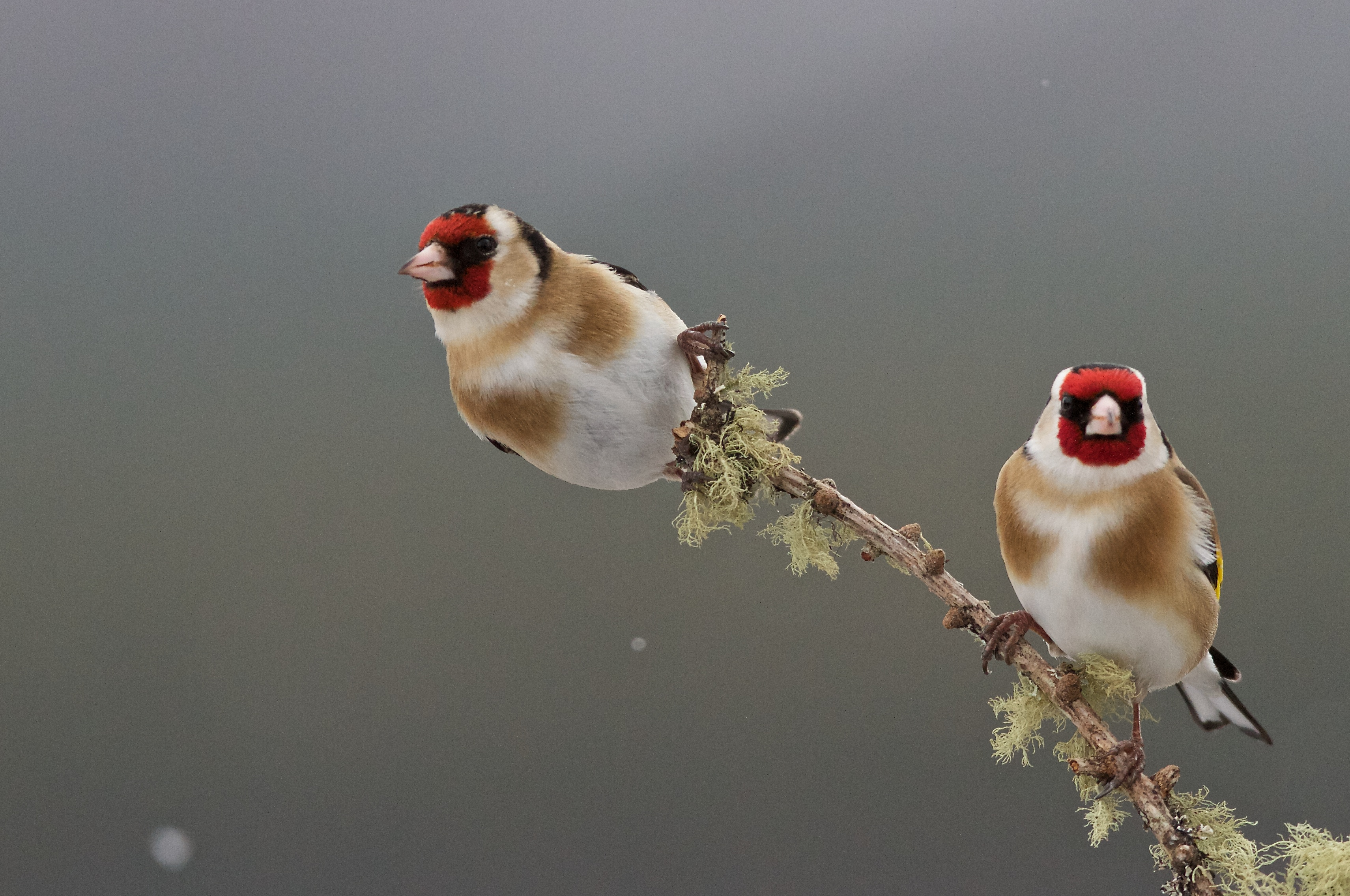
Het vrouwtje (links) heeft een kleiner gezichtsmasker dan het mannetje (rechts)

De geslachten vertonen niet veel seksuele dimorfie. Het grootste verschil is de grootte van het rode gezichtsmasker. Deze loopt bij het mannetje tot voorbij het oog, maar bij het vrouwtje tot halverwege het oog. De teugelstreep en schouders van het mannetje zijn diepzwart, maar die van het vrouwtje zijn lichter gekleurd. Het mannetje heeft bovendien een iets grotere snavel en smallere grijze toppen aan de kleine vleugeldekveren. In het zomerkleed is het gezichtsmasker en de gele vleugelstrepen van het mannetje feller gekleurd dan bij het vrouwtje.

### Juveniel
Het juveniel is overwegend grijsachtig geelbruin, met vage donkere vlekken en strepen. De onderzijde is lichter dan die van een volwassen vogel en de kop is effen gekleurd. Daarentegen is de juveniel dankzij zijn gele vleugelstrepen als putter te herkennen.

## Gedrag en levenswijze
De putter is een sociale vogel die het grootste deel van het jaar in groepsverband leeft. Groepsleden delen een gemeenschappelijk voedselterritorium en verdedigen deze tegen andere putters. Ze foerageren meestal in open gebied, zoals bermen en op braakliggende terreinen. Met name in de winter vormen putters grote zwermen van tot wel veertig vogels.

### Voedsel

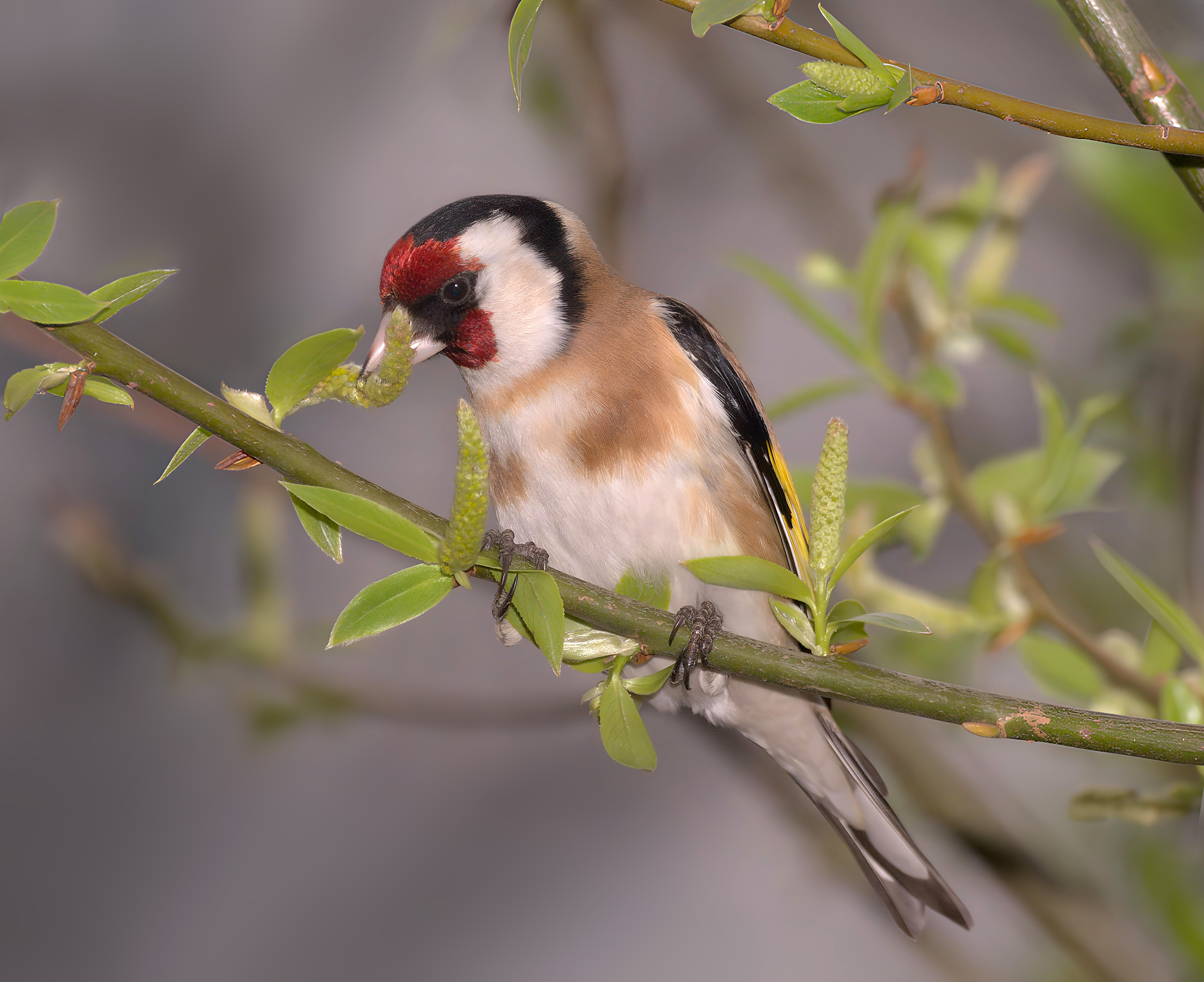
Carduelis carduelis

De putter heeft een voorkeur voor kleine zaden, zoals die van distels en andere composieten. Dankzij zijn lange snavel kan de putter deze moeilijk te bereiken zaden bemachtigen. In een groot deel van zijn verspreidingsgebied is de putter de enige vogel die het zaad van kaardenbollen kan bereiken, dat zich aan de onderkant van lange, stekelige buizen bevindt.
Behalve kleine zaden voedt de putter zich met bessen, knoppen (onder andere van de paardenbloem) en gras. In de winter bezoekt hij ook de voedertafel. Nestlingen worden ook gevoerd met insecten.

### Communicatie
De roep van een putter is een vloeiend, twinkelend tswit-wit-wit. Ook laat de vogel heldere hoge fluittonen horen die klinken als pie-u. Zowel het mannetje als het vrouwtje zingen, al is de zang van het mannetje opvallender en gevarieerder. Het bestaat uit snelle, twinkelende trillers en zacht gekwetter, vermengd met de typische drielettergrepige roep (beluisterⓘ).

## Voortplanting en ontwikkeling
Tijdens de winter worden in de groepen de koppels gevormd voor het aansluitende broedseizoen, dat loopt van april tot september. De putter broedt vaak in losse groepen die uit wel tien paren kunnen bestaan.

### Nestbouw

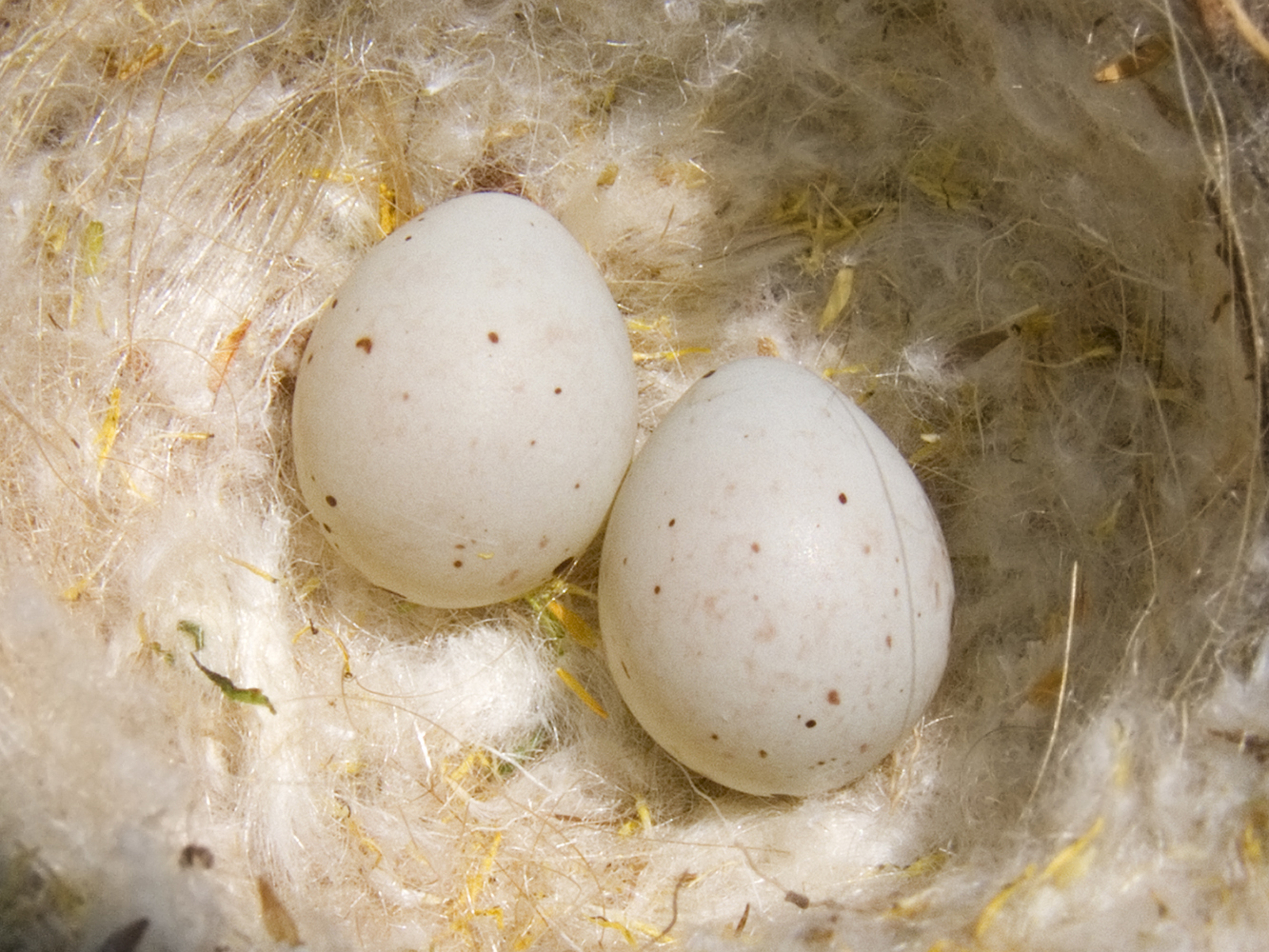
Nest met twee eieren

Aan het eind van de winter zoekt het mannetje een geschikte nestplaats, meestal in een open bos of in een vrijstaande boomgroep. Het nest wordt alleen door het vrouwtje gemaakt, het mannetje houdt haar enkel gezelschap. Doorgaans is het nest binnen een week klaar.
Het compacte en zorgvuldig afgewerkte nest wordt gewoonlijk enkele meters boven de grond gebouwd, waarbij het goed is verstopt tussen de bladeren. Bij voorkeur bouwt de putter het nest aan het einde van een dunne tak. Het nest is gemaakt van mossen en korstmos en wordt met spinrag aan de takken bevestigd. De binnenzijde van het nest is relatief diep, zodat de eieren er bij hevige wind niet uit kunnen rollen.

### Broedsel

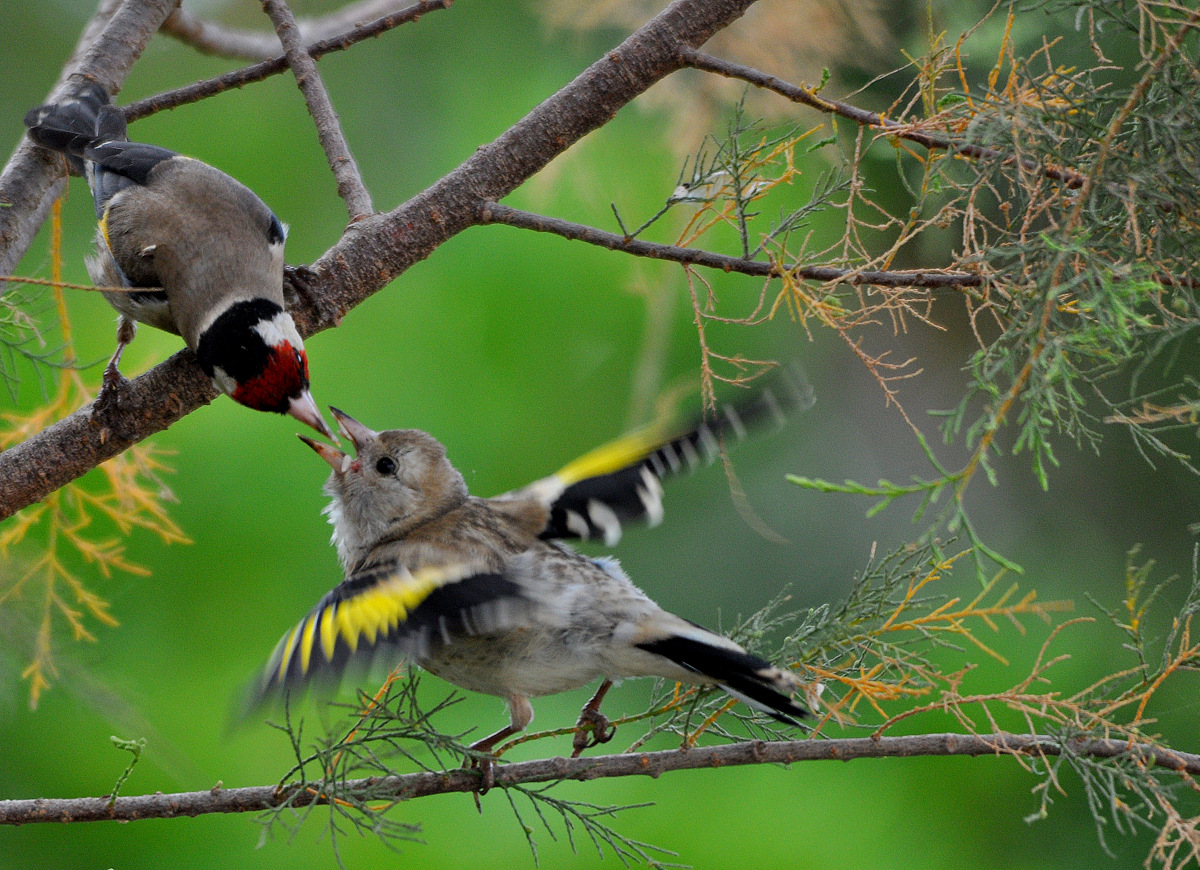
De juveniel wordt na het uitvliegen nog zeven tot negen dagen door zijn ouders gevoerd

Enkele dagen nadat het nest klaar is, worden de eieren gelegd. De eieren worden doorgaans vroeg in de morgen gelegd, met intervallen van een dag. Gewoonlijk bestaat een broedsel uit vier tot zes eieren. Elk ei is lichtblauw met donkerbruine vlekken en heeft een glanzend oppervlak. Het ei heeft een gemiddelde grootte van 17,3 bij 13,0 millimeter en weegt ongeveer 1,5 gram.
Het vrouwtje broedt de eitjes in 11 tot 14 dagen uit. De nestlingen worden door beide ouders gevoerd. Aanvankelijk krijgen ze zaden en insecten te eten, maar naarmate ze groeien krijgen ze steeds minder insecten.
Dertien tot achttien dagen na het uitbroeden vliegen de jongen uit. Ze worden daarna nog zeven tot negen dagen door de ouders gevoerd. Daarna vliegen ze in troepen rond en wijden de ouders zich aan het tweede broedsel. Per jaar worden meestal twee, maar soms drie legsels grootgebracht.

## Verspreiding en leefgebied

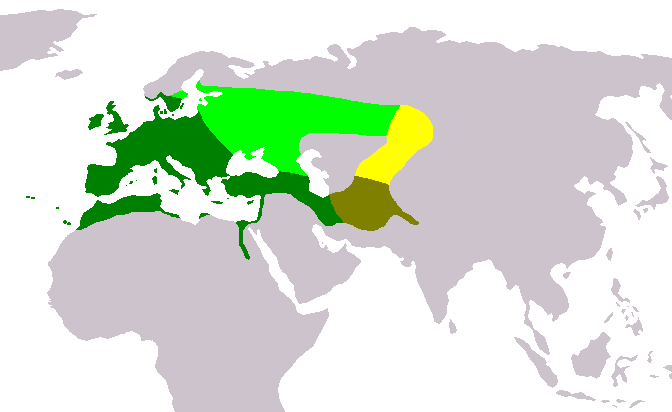
Verspreidingsgebied van de putter en de oostelijke putter
----

De putter is inheems in Europa, Noord-Afrika en het westen van Azië. 
De oostelijke putter is een aparte soort die aansluitend op het verspreidingsgebied voorkomt in Midden-Azië.
De leefgebieden van deze soorten liggen in open, licht beboste terreinen. In Europa zijn dit bijvoorbeeld tuinen, parken en bosranden.
In een groot deel van zijn verspreidingsgebied is de putter een standvogel, maar in een groot deel van Azië migreert hij jaarlijks tussen koude en mildere streken.
Reeds in de 19e eeuw werd de putter geïntroduceerd in Canada, de Verenigde Staten, Mexico, Peru, Argentinië, Chili, de Falklandeilanden, Uruguay, Brazilië, Zuid-Afrika, Australië en Nieuw-Zeeland. De putter heeft in veel delen van de wereld zijn leefgebied verder uitgebreid.

## Taxonomie
De putter werd in 1555 door de Zwitserse natuuronderzoeker Conrad Gesner beschreven in zijn werk Historiae animalium. In 1758 publiceerde Carl Linnaeus in Systema naturae de wetenschappelijke naam Fringilla Carduelis. Hiermee schaarde hij de putter onder hetzelfde geslacht als de vink (Fringilla coelebs). De geslachtsnaam Carduelis is afgeleid van Carduus, de wetenschappelijke benaming voor distels. De Franse zoöloog Mathurin Jacques Brisson plaatste het taxon in 1760 in het nieuw geïntroduceerd geslacht Carduelis.

### Ondersoorten
De IOC World Bird List onderscheidt tien ondersoorten in de versie 14.2 (2024):
- C. c. balcanica Sachtleben, 1919; de Balkan, Kreta en het noordwesten van Turkije
- C. c. brevirostris Zarudny, 1890; het oosten van Turkije, het zuiden van de Kaukasus en het noorden van Iran
- C. c. britannica (Hartert, 1903); de Britse eilanden, het noordwesten van Frankrijk en het westen van Nederland
- C. c. carduelis (Linnaeus, 1758); het grootste deel van het Europese vasteland (zuidelijk Scandinavië tot het midden van Frankrijk en Italië in het zuiden en Europees Rusland in het oosten
- C. c. colchica  Koudashev, 1915; de Krim en het noorden van de Kaukasus
- C. c. frigoris Wolters, 1953; het zuidwesten en zuiden van Siberië
- C. c. niediecki Reichenow, 1907; het Midden-Oosten
- C. c. parva Tschusi, 1901; Macaronesië (Canarische Eilanden, de Balearen en Madeira), het Iberisch Schiereiland en het noordwesten van Afrika
- C. c. tschusii Arrigoni degli Oddi, 1902; Corsica, Sardinië, Sicilië
- C. c. volgensis Buturlin, 1906; het zuiden van Oekraïne, het zuiden van Europees Rusland en het noordwesten van Kazachstan

## Relatie met de mens

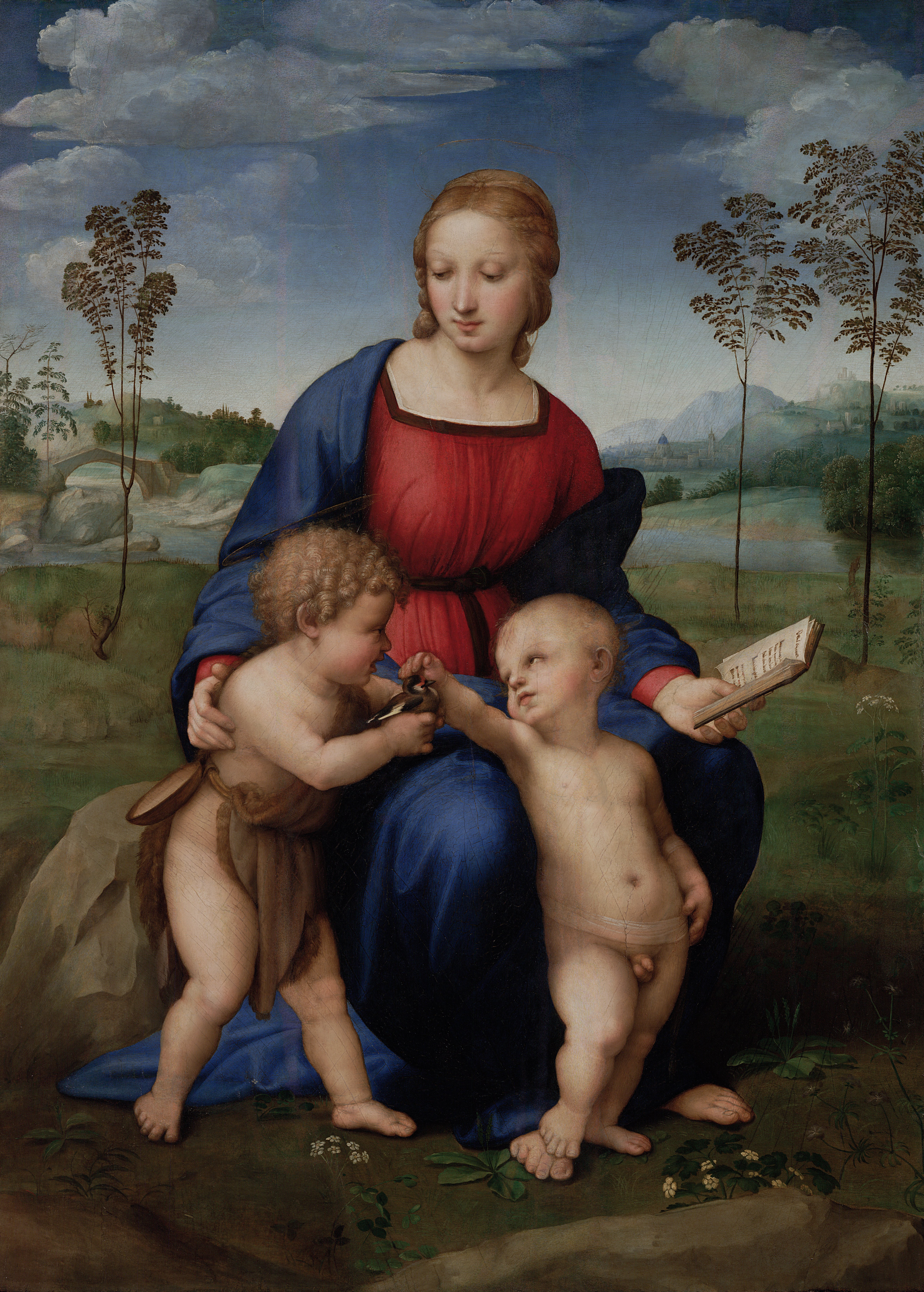
Madonna del cardellino door Rafaël, begin 16e eeuw

Door zijn kenmerkende uiterlijk en zijn plezierige zang is de putter reeds lange tijd een populaire kooivogel, zoals onder andere blijkt uit Het puttertje, een schilderij van Carel Fabritius uit 1654. In Groot-Brittannië werden tijdens de 19e eeuw jaarlijks duizenden putters weggevangen voor de vogelhandel. Een van de eerste campagnes van de Royal Society for the Protection of Birds was opgezet om deze handel te stoppen.

### Kunstuitingen
In de Italiaanse renaissance werd de putter gebruikt als motief in schilderijen van de Madonna met kind. De vogel beeldde in de christelijke symboliek Jozef en Maria's voorkennis van Christus' marteldood af. Volgens een overlevering trok een putter een doorn uit Jezus' doornenkroon en besmeurde hierdoor zijn kop met bloed. Rafaëls Madonna del cardellino is een afbeelding van Johannes de Doper die de jonge Jezus als waarschuwing een putter overhandigt.
In de literatuur en klassieke muziek wordt de putter dankzij zijn bonte verenkleed en uitbundig lied vaak in verband gebracht met vrolijkheid. Het lied van de putter staat centraal in het fluitconcert Opus 10 nr. 3 in D van Vivaldi, waarbij een fluit de zang voorstelt. Geoffrey Chaucer noemde de putter in The Cook's Tale, een onvoltooid deel van The Canterbury Tales: "Hij was vrolijk gekleed als een putter in het bos." In het gedicht The Great Hunger van Patrick Kavanagh is de putter een van de weinige lichtpuntjes in het leven van een oude Ierse boer:

The goldfinches on the railway paling were worth looking at −

A man might imagine then

Himself in Brazil and these birds the birds of paradise

And the Amazon and the romance traced on the school map lived again.
— The Great Hunger - Patrick Kavanagh

## Galerij

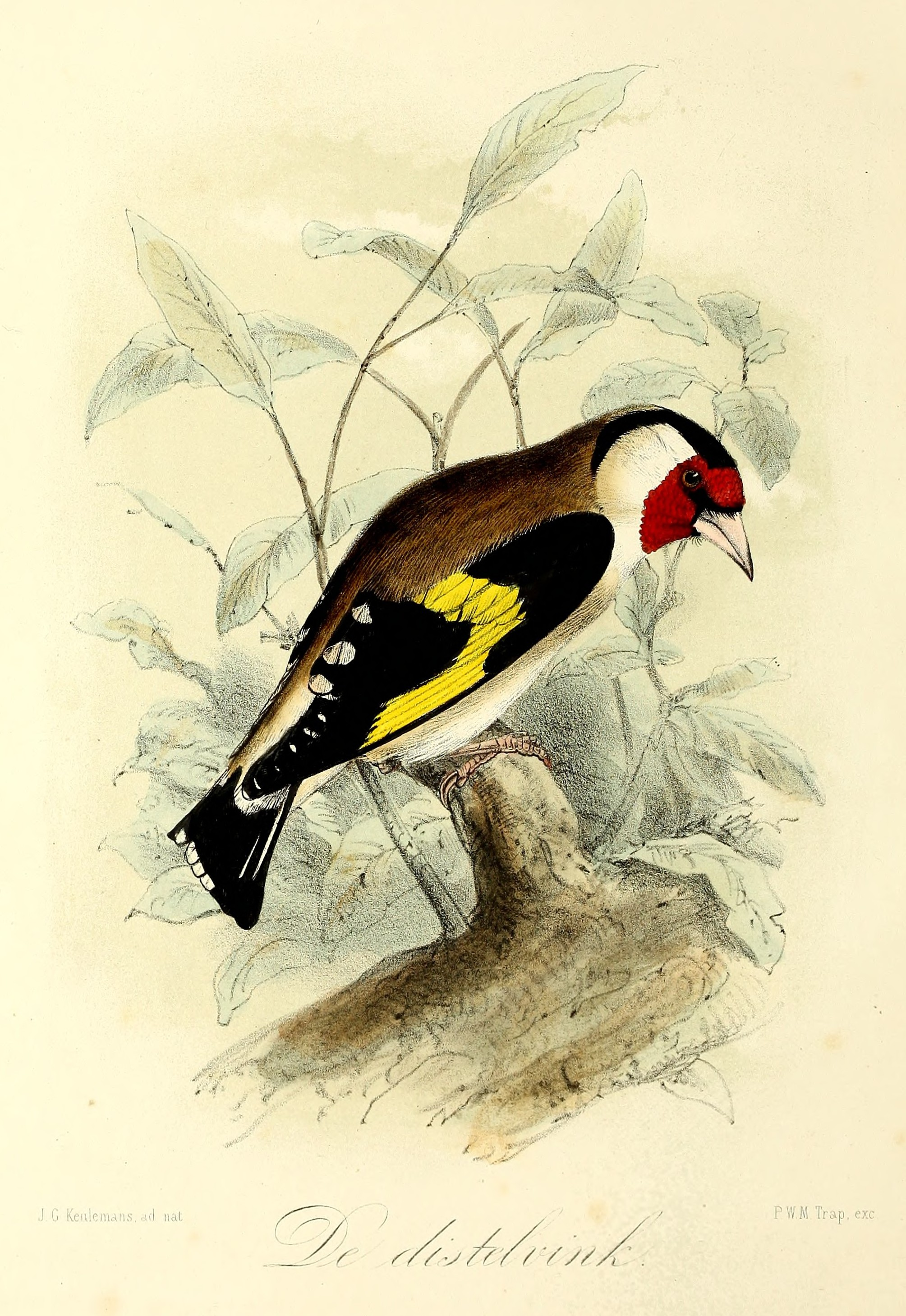
De distelvink (1869), John Gerrard Keulemans